# Fürstentum Polozk

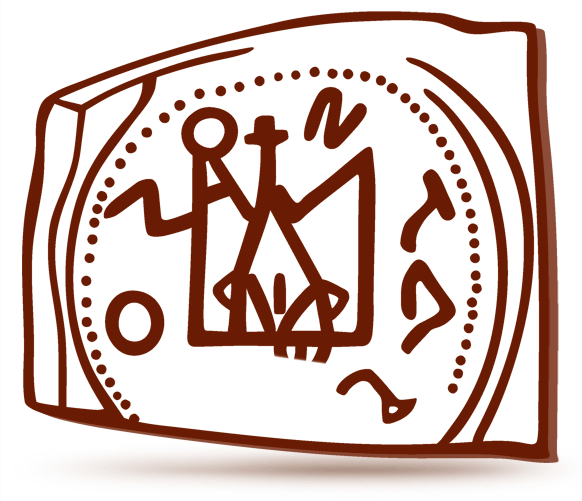
Siegel des Fürstentums Polozk

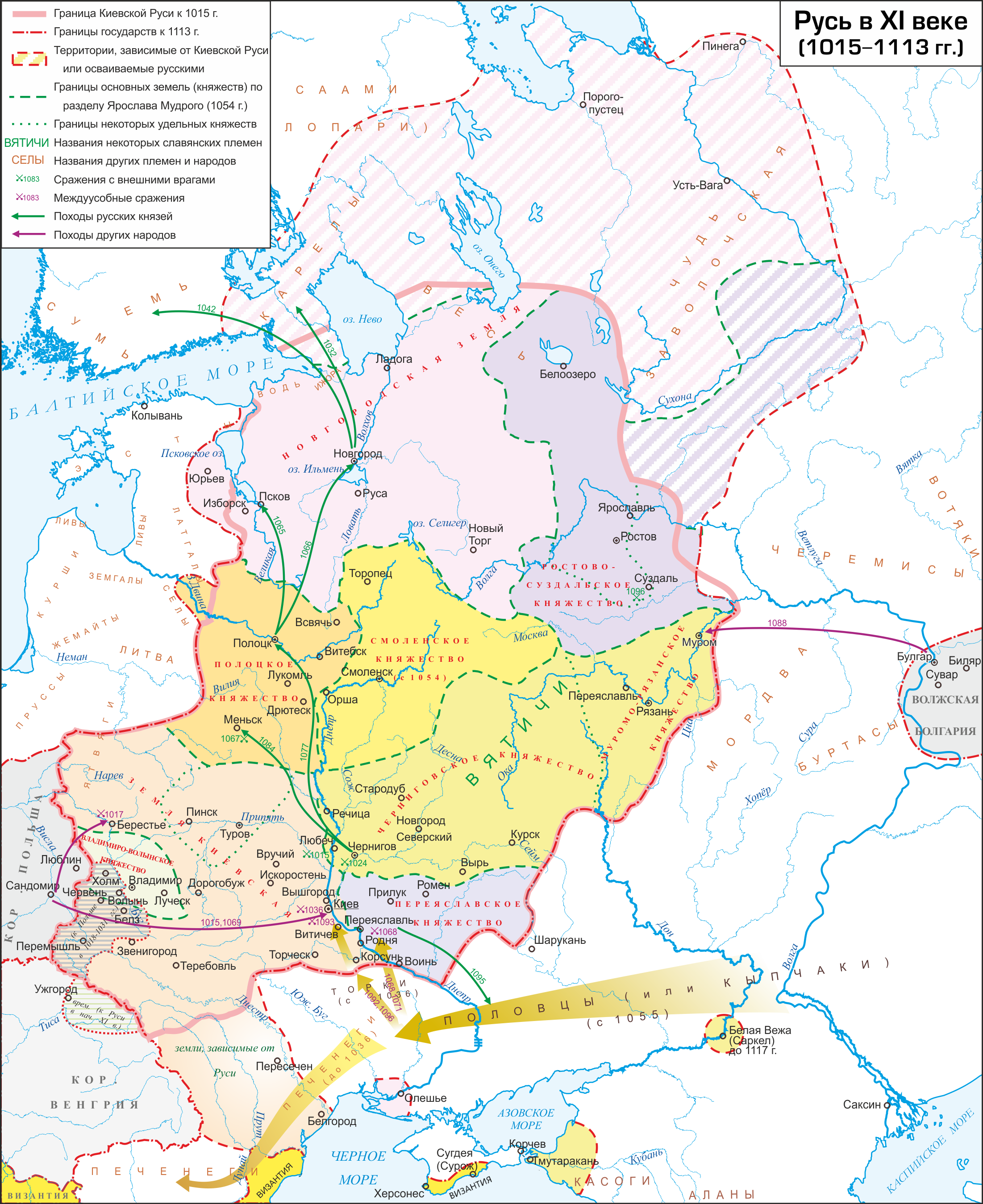
Fürstentum Polozk (orange) in der Kiewer Rus im 11. Jahrhundert

Fürstentum Polozk (russisch Полоцкое княжество, belarussisch Полацкае княства) war ein altrussisches Fürstentum mit dem Zentrum in Polozk im Verband der Kiewer Rus.

## Lage
Es entstand im 10. Jahrhundert auf dem Gebiet des ostslawischen Stammes der Polotschanen und lag zwischen den Flüssen Düna, Beresina und Memel auf einer Seitenroute des strategisch wichtigen Handelsweges von den Warägern zu den Griechen.
Die Lage förderte die frühe eigenständige Entwicklung der Wirtschaft und der Kultur. Die Polozker Schicht der Feudalherren bemühte sich immer um mehr Eigenständigkeit gegenüber Kiew.

## Geschichte

Fürstentum Polozk im 12. Jahrhundert, Kontrolle des Dwina-Laufs unvollständig dargestellt.

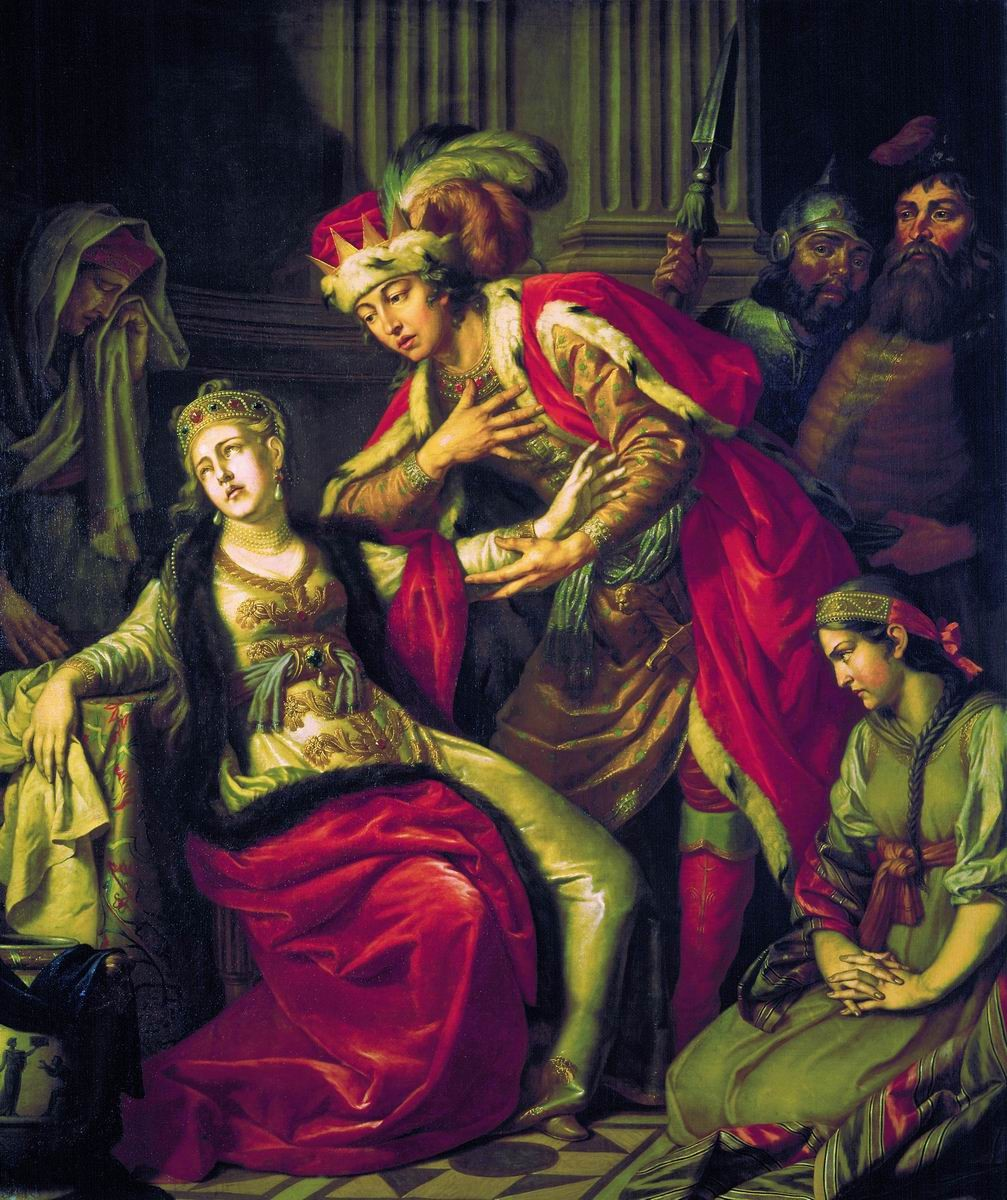
Wladimir und Rogneda. Gemälde von Anton Lossenko, 1770

Ende des 10. Jahrhunderts unternahm der Fürst von Nowgorod Wladimir einen Feldzug gegen Polozk, tötete den dortigen Fürsten Rogwolod mit seinen Söhnen und nahm mit Gewalt seine Tochter Rogneda, die ihn zuvor abgewiesen hatte, zur Frau. Rogneda gebar den gemeinsamen Sohn Isjaslaw, der von Wladimir später wieder den Fürstenthron in Polozk bekam.
Ein erneuter Kampf des Polozker Fürstentums um Unabhängigkeit begann unter Brjatschislaw I. (* um 997; † 1044) und führte ab 1041 zur Loslösung Polozks von Kiew. Die größte Bedeutung erlangte das Fürstentum unter seinem Sohn Wseslaw II. (1044–1101). Ein großer Teil des Handels zwischen der Ostsee und Byzanz wurde über Polozk abgewickelt. Hierfür war die Düna/Dwina von großer Bedeutung, deren Lauf die Fürsten von Polozk bis zur Mündung in die Ostsee kontrollierten, also außer im slawischen auch im baltischen Siedlungsgebiet.
Nach dem Tod Wseslaws II. begannen unter seinen Söhnen Feudalfehden und der Prozess der Zersplitterung. Allerdings holte noch 1185 der erste Missionsbischof Livlands, Meinhard von Segeberg, die Erlaubnis des Polozker Großfürsten Boris ein, in Uexküll (Ikšķile) eine steinerne Burg zu bauen.
Aus dem Polozker Fürstentum lösten sich die Fürstentümer Minsk, Witebsk, Druzk, Grodno, Logoisk und andere heraus. Kriege mit den Fürsten von Kiew komplettierten den Niedergang des Polozker Fürstentums. Seine Gebiete im Osten kamen an das Fürstentum Smolensk, Gebiete im Unterlauf der Düna wurden von den Rittern des Livländischen Ordens erobert.
Ab Mitte des 13. Jahrhunderts unterstellten sich die bedeutungslosen Restgebiete von Polozk dem Großfürstentum Litauen, von dem sie sich Protektion gegen die einfallenden Mongolen erhofften. 1307 wurde Polozk dem Großfürstentum angeschlossen, seine anfängliche Autonomie im Jahr 1383 abgeschafft. In Polen-Litauen umfasste sein Territorium die Woiwodschaft Połock. Die Woiwodschaft existierte bis zu ihrem Aufgehen im Kaiserreich Russland durch die Erste Teilung Polens im Jahr 1772.

## Fürsten von Polozk
siehe Hauptartikel Liste der Fürsten von Polozk